# Garcinia vidalii
Garcinia vidalii är en tvåhjärtbladig växtart som beskrevs av Merrill. Garcinia vidalii ingår i släktet Garcinia och familjen Clusiaceae. Inga underarter finns listade i Catalogue of Life.